# 愛情，在時間中停留
《愛情， 在時間中停留》（韓語：사랑，시간에 머물다）是一部網路劇，於2018年7月25日在Naver TV和Vlive播出，由 吳夏榮（APINK）、高潤等人主演。本劇為網絡劇《愛情，在記憶中停留》的續集。台灣OTT由LiTV 線上影視全劇上架。